# Micro-région de Szentgotthárd
La micro-région de Szentgotthárd (en hongrois : szentgotthárdi kistérség) est une micro-région statistique hongroise rassemblant plusieurs localités autour de Szentgotthárd.